# Convención de Ocaña
La Convención de Ocaña fue una asamblea constituyente que se desarrolló en la ciudad colombiana de Ocaña entre el 9 de abril y el 10 de junio de 1828. Tenía como primer objetivo reformar la Constitución de 1821 o incluso reemplazarla, se habían presentando sublevaciones contra el gobierno central, la Gran Colombia incluía territorios que habían tenido en el pasado gobiernos federalistas y que al aceptar la integración desaparecían, para pasar a ser gobernados por un gobierno centralista y absolutista que con el tiempo dejó de ser satisfactorio para muchos, esta convención surgió como reacción a múltiples levantamientos que venían presentándose desde 1826 y se buscaba que las regiones llegaran a acuerdos para terminar con insurgencias. El lugar utilizado para las reuniones y encuentros entre líderes en aquella época, hoy se le conoce como el Complejo Histórico de la Gran Convención, lugar que incluye la iglesia de San Francisco.

## Antecedentes
La Gran Colombia había surgido con propuestas que incluían el federalismo en 1819, pero en su administración se notaba un comportamiento absolutista, además surgían nuevas propuestas controvertidas, entre ellas una nueva monarquía, muchos otros querían una república donde pudieran tener mayor participación, había líderes que no aceptaban ser subordinados de un gobierno central. Además, el poder estaba en manos de militares y amigos cercanos del presidente, prácticamente un régimen militar, muchos reclamaban mayor participación en el gobierno, sin monarquías y con más votaciones.
Desde 1821 se fueron uniendo a la Gran Colombia otras regiones, entre ellas la Capitanía de Venezuela, Panamá, la Real Audiencia de Quito, parte de esas regiones lograron tener previamente gobiernos federalistas, pero desde su integración todas estarían sometidas a recibir órdenes de la presidencia y muchos representantes y/o gobernantes no eran de las mismas regiones sino militares elegidos por el Presidente. La población no se sintió representada o favorecida con esa parte.
Desde 1826 existían intereses encontrados de la administración, especialmente por parte de militares, se observaban diferencias entre el uno y el otro por un nuevo gobierno en una nueva nación, había líderes que no aceptaban ser subordinados de un gobierno central.
En 1826, el general José Antonio Páez, caudillo e importante militar del departamento de Venezuela, se declaró en rebeldía contra el gobierno central a través de un movimiento separatista llamado La Cosiata.

## Historia
La convención fue una confrontación entre proyectos e ideas con intención de mejorar la constitución de Colombia proclamada en 1821. En la Gran Colombia se estaban presentando levantamientos contra el gobierno que se comportaba de forma absolutista, la participación en el gobierno era muy restringida, regiones que se habían integrado para formar una sola nación habían tenido gobiernos anteriores con características federalistas, para terminar en un gobierno centralista bajo el mando de militares, se discutieron proyectos que fueron polémicos, centralismo y federalismo, reformas para limitar abusos de militares y participación en el gobierno, entre otros. Santander, para mantener la unidad de la nación, tuvo que ceder en el punto concerniente a la necesidad de cambiar la Constitución de la República, pues esta no podía reformarse antes de diez años, el ejecutivo y militares se mostraban en el gobierno con mucho poder.
Había surgido una nueva propuesta por parte de representantes cercanos a Bolívar que incluía una copia con arreglos de la Constitución Vitalicia que había impuesto Bolívar a Perú y Bolivia, además los peruanos se habían sublevado contra dicha constitución que consideraron se impuso por un proceso anormal y forzado, que convertía al gobernante en rey porque podría permanecer en el poder hasta su muerte y otras disposiciones que consideraron no eran apropiadas, no coincidían en procesos y los peruanos no estaban de acuerdo con ellas, retiraron a Bolívar como gobernante del Perú y se anuló tal constitución. Sin embargo en la Convención de Ocaña había miembros interesados en otras ideas que impidieran la instauración de monarquías o dictaduras, buscaban así una mayor participación y que la constitución se lo permitiera, pero había límites y muchos pensaban podían omitirse entre ellas la constitución de 1821 que no podía ser reemplazada hasta pasados diez años, es decir, hasta 1831 y ya se presentaban muchos descontentos. La convocatoria para la convención surgió legalmente por ley el 7 de agosto de 1827.
José María del Castillo y Rada fue escogido como presidente y Andrés Narvarte como vicepresidente de la convención. Finalmente ésta no pudo terminar como estaba planeado porque los seguidores de Bolívar se retiraron. 
| Por la provincia de Bogotá   | Por la provincia de Mariquita  | Por la provincia de Caracas  | Por la provincia de Carabobo  | Por la provincia de Maracaibo | Por la provincia de Panamá      |
| ---------------------------- | ------------------------------ | ---------------------------- | ----------------------------- | ----------------------------- | ------------------------------- |
| Francisco de Paula Santander | José María del Castillo y Rada | Martín Tovar Ponte           | Salvador Mesa                 | Doctor Antonio M. Briceño     | José Vallarino                  |
| Vicente Azuero               | Alejandro Osorio               | Andrés Narvarte              | Licenciado Francisco Aranda   | Antonio Febres Cordero        | Manuel Muñoz                    |
| Luis Vargas Tejada           | Pedro Carrasquilla             | José de Iribarren            | Vicente Michelena             |                               | Manuel Pardo                    |
| Francisco Soto               |                                | Mariano de Echezuría         | Miguel Peña Páez              | Por la Provincia de Mérida    |                                 |
| Diego Gómez                  | Por la provincia de Coro       | J. Manuel Manrique           | Licenciado Juan J. Romero     | Doctor Cristóbal Mendoza      | Por la provincia de Santa Marta |
| Joaquín Gori                 | Rafael Hermoso                 | Diego Bautista Urbaneja      | Ignacio Díaz                  | Doctor Ignacio F. Peña        | Santiago Mazenet                |
| Domingo Caicedo              |                                | Manuel Vicente Huizi         | Licenciado Santos Rodríguez   |                               | Juan Bautista Quintana          |
| Romualdo Liévano             | Por la provincia de Mompós     |                              |                               |                               |                                 |
|                              | Manuel Cañarete                | Por la provincia de Riohacha | Por la provincia de Pichincha | Por la provincia Imbabura     | Por la provincia Chimborazo     |
| Por Guayaquil                | Juan Bautista Quintana         | Juan de Francisco Martín     | José A. Pontón                | Doctor Salvador Murgueitio    | Doctor N. Moreno                |
| José Joaquín de Olmedo       |                                |                              | Doctor Luis de Saá            | Coronel Vicente Aguirre       | N. Ricaurte                     |
| Doctor Francisco Márquez     | Por Popayán                    | Por Pasto                    | Doctor Antonio Ante           |                               | Francisco Montúfar              |
| Doctor Pablo Merino          | José Rafael Mosquera           | Manuel M. Quijano            | Doctor Jesús Clavijo          | Por Buenaventura              | Prudencio Bascones              |
|                              | Manuel M. Quijano              |                              | Manuel Zambrano               | Joaquín Mosquera              | Tomás Viteri                    |
| Por la provincia del Chocó   | Fortunato Gamba                |                              | Ignacio Escobar               |                               |                                 |
| José Hilario López           | José Antonio Borrero           |                              |                               |                               |                                 |

### Una convención con amenazas y manipulaciones
La constitución de 1821 sirvió para darle un marco legal a la Gran Colombia y buscaban el reconocimiento de la soberanía nacional ante otras naciones, sin embargo las leyes que contenía no eran acatadas y había múltiples abusos, se dictaban órdenes militares de acuerdo o no con las leyes. Por tal situación se buscaban reformas que podrían imponer límites a quienes abusaban de su poder ignorando leyes, actuando a favor de sus propios intereses.
El solo hecho de ir a una convención que ocasionaba malestar para muchos poderosos, venía acompañado con riesgos y sentimientos de temor, valentía, satisfacción pero también motivos que representaban oportunidades y esperanzas.
El 6 de marzo de 1828 hubo una sublevación de oficiales en Cartagena, esto impidió que Montilla pudiera asistir a la Convención, Padilla renunció y se retiró de Cartagena para luego ofrecer sus servicios para proteger la Convención, y pasar queja sobre conductas del general Montilla en Cartagena, donde había una persecución a santanderistas y Montilla estaba obligando a los oficiales del ejército y de la marina para que firmaran un acta de respaldo al proyecto de constitución semimonárquica de Bolívar, lo que ocasiónó que hubiera rechazos por grupos y varios miembros que se negaron a firmar tal documento.

En una carta dirigida a Bolívar el día 9 de junio de 1828, el general Miguel Peña nombraba:
"(...)Cuando supe que algunos buenos hombres estaban resueltos a abandonar ese cuerpo si no se adoptaba un proyecto provisorio que estaban redactando; y que pensaban bajar a Monpós a formar sus discusiones aparte. Yo había indicado al general Montilla que si tal cosa sucedía era el más precioso momento para intimarles la orden de que cesasen, y adelantar un escuadrón de caballería a dos días de Ocaña cuyo objeto fuese ocupar la ciudad luego qué se efectuase la disolución; suspender toda ulterior reunión, llamar al presidente y un secretario, hacer sellar todos los papeles a su presencia y remitirlos a usted con un secretario y un oficial de confianza, como documentos nacionales(...)".

### Ya había Instrucciones precisas y amenazantes
Bolívar desde la ciudad de Bucaramanga, a través de correspondencia, seguía los sucesos de lo que venía ocurriendo, se comunicaba y les daba instrucciones a sus representantes presentes en la Convención.

El 8 de mayo de 1828, Castillo y Rada escribió a Bolívar:
"(...) Castillo le manifestó a Bolívar, en mayo (8) tener un seguro jurídico: Esta será rechazada, o disolveremos oportunamente la convención. En el primer caso es la oportunidad de proponer el gobierno provisorio, y en el segundo los denunciaremos a la nación como criminales, y serían perseguidos de muerte; en ambos casos, usted tendrá el voto de la república, y aun cuando por el momento se interprete la conducta de usted los hechos la justificaran(...)".

El 15 de mayo de 1828 Castillo y Rada en una carta que le contestaba Bolívar escribió:
"(...) Un párrafo de su carta lo ha dicho todo: este párrafo es la profecía que deseo ver cumplir. Lo repetiré para que no llegue a olvidarse.”No haremos nada que no sea muy útil; en caso contrario, suspenderemos las sesiones y las reformas hasta otra época, y si nada de esto se consigue, nos iremos, denunciando a la execración pública los motores del mal.(...)"
El 14 de mayo de 1828 Bolívar le escribió a Urdaneta:
"(...) O’Leary, que ha llegado anoche, ha sido mandado por todos mis amigos para que me persuada de que no hay temor alguno para temer un mal resultado de la convención. Aseguran que están resueltos a no firmar ni votar cosa que no sea excelente, y que más bien abandonaran el campo a los facciosos retirándose de Ocaña y denunciándolos a la nación como perturbadores y enemigos públicos(...)".
El 22 de mayo de 1828 el general Pedro Briceño Méndez le escribió a Bolívar:
"(...) Hemos resuelto combatirlo (el proyecto presentado por Vicente Azuero) mañana que es la primera discusión, y ver si se rechaza y se admite el que ha formado el señor Castillo, sobre las bases que he dicho a usted otra vez. Si no se consigue esto, estamos resueltos a irnos, y se disolverá la convención. Es el último partido que queda para que la infeliz republica no sea víctima de la ideología. Nuestra moderación nos justifica bastante ante la opinión pública para dar este paso desesperado, y el clamor de todos los pueblos porque usted se encargue de dirigir sus destinos y salvarlos del abismo a que se les quiere precipitar, nos autoriza para ocurrir a este medio de salud(...)".
El 27 de mayo, el general Briceño le escribe a Bolívar analizando un proyecto analizado por Castillo:
"(...) Yo no conservo esperanza fundada de que pase este proyecto siquiera como va, y en mi corazón deseo que lo desechen, porque entonces armaremos la gresca y concluiremos con proponer el gobierno provisorio, que por supuesto no será siquiera admitido a consideración; y entonces después de haber tocado todos los medios posibles, sin suceso, nos retiraremos a informar a usted y a la nación de nuestra conducta, y la de los contrarios(...)".
También el 27 de mayo, el general Briceño le escribe a Florencio O’Leary: 
"(...) Se ha redactado ya un proyecto de constitución para oponer al de Azuero y Soto. Se presentará mañana; si se admite desechando el otro, es un triunfo que nos abre la puerta; si se rehúsa admitirlo, propondremos el gobierno provisorio, y como este no se considerara siquiera, nos iremos de esta tierra y la convención quedara disuelta (...)"
Ya se veían señales de que los bolivarianos abandonarían la Convención, el 1° de junio de 1828 Bolívar desde Bucaramanga le escribe a José Rafael Arboleda al final de su carta la siguiente anotación:
"(...) Yo me voy para Bogotá dentro de cuatro días, y como ya las cosas no dejan esperanza, debemos obrar. La gran convención debe disolverse pronto y mal, según me escriben de Ocaña, porque la constitución propuesta no se puede admitir(...)"

## Hechos posteriores
Después del fracaso de la Convención de Ocaña, Santander partió hacia Cúcuta y luego a Bogotá. Pero Pedro Alcántara Herrán en Bogotá, desatendiendo la constitución y sus leyes, en apoyo a Bolívar y aprovechando la ausencia de importantes líderes de oposición que aún no regresaban a la capital, como intendente en comisión citó para el 13 de junio de 1828 a una junta de vecinos notables, llamando a las importantes autoridades administrativas y eclesiásticas a favor del partido bolivariano, e intimidando de forma violenta a contrarios que estuvieran presentes en Bogotá, en la Junta que organizó se nombraron los siguientes tres puntos ya preparados.
1° Desobedecer cualquier acto o reforma que emane de la Convención de Ocaña. 
2° Revocar los poderes a los diputados por la provincia de Bogotá 
3° Invitar a que el presidente se encargue del mando supremo, con plenitud de facultades hasta que se estime conveniente convocar a la nación.
Hubo mucha abstención en vista de que las noticias aún no se daban a conocer y solo cuatro de los citados se negaron a firmar un acta de apoyo a Bolívar, además no hubo reforma alguna en la Convención y el Acta de Ocaña aún no estaba lista para ser presentada, pero aun así el 27 de agosto, Simón Bolívar promulgó el Decreto Orgánico, que llamó "Ley Fundamental" por medio del cual asumió la dictadura auxiliado solamente por un Consejo de Ministros y por un Consejo de Estado, dejando sin vigencia la Constitución de 1821, a su vez disolvió el congreso y todos los cargos públicos que le representaran posible oposición, incluyendo el cargo del vicepresidente. Bolívar por decreto se dio el título de "Presidente-Libertador", quienes se opusieron a su nuevas propuestas absolutistas fueron perseguidos y estuvieron bajo el riesgo de prisión o expulsión, sin embargo pasado el evento de la Conspiración Septembrina (25 de septiembre de 1828) ese riesgo subía, en vista que también se incluía la muerte.
El acta/decreto decía;
"Ante el vacío de poder creado por la disolución de la Convención de Ocaña, el Libertador asume el mando supremo del Estado y dicta, para normar su propia acusación, un Decreto orgánico expedido el 27 de agosto de 1828 en Bogotá
SIMÓN BOLÍVAR,
Libertador Presidente, etc., etc.
Considerando:
Que desde principio del año 1826, se manifestó un deseo vivo de ver reformadas las instituciones políticas, el cual se hizo general y se mostró con igual eficacia en toda la República, hasta haber inducido al Congreso de 1827 a convocar la Gran Convención para el día 2 de marzo del presente año, anticipando el período indicado en el Artículo 119 de la Constitución del año 11º.(...)"
Y termina;
"(...)Dado en el Palacio de Gobierno de Bogotá, a 27 de agosto de 1828-18º de la Independencia; y refrenado por los Ministros Secretarios de Estado.
SIMÓN BOLÍVAR
Por el Libertador-Presidente de Colombia.
El Secretario del Interior, José M. Restrepo
El Secretario de Guerra, Rafael Urdaneta
El Secretario de Relaciones Exteriores, Estanislao Vergara
El Secretario interino de Hacienda, Nicolás M. Tanco".